# Markt 9 (Dettelbach)

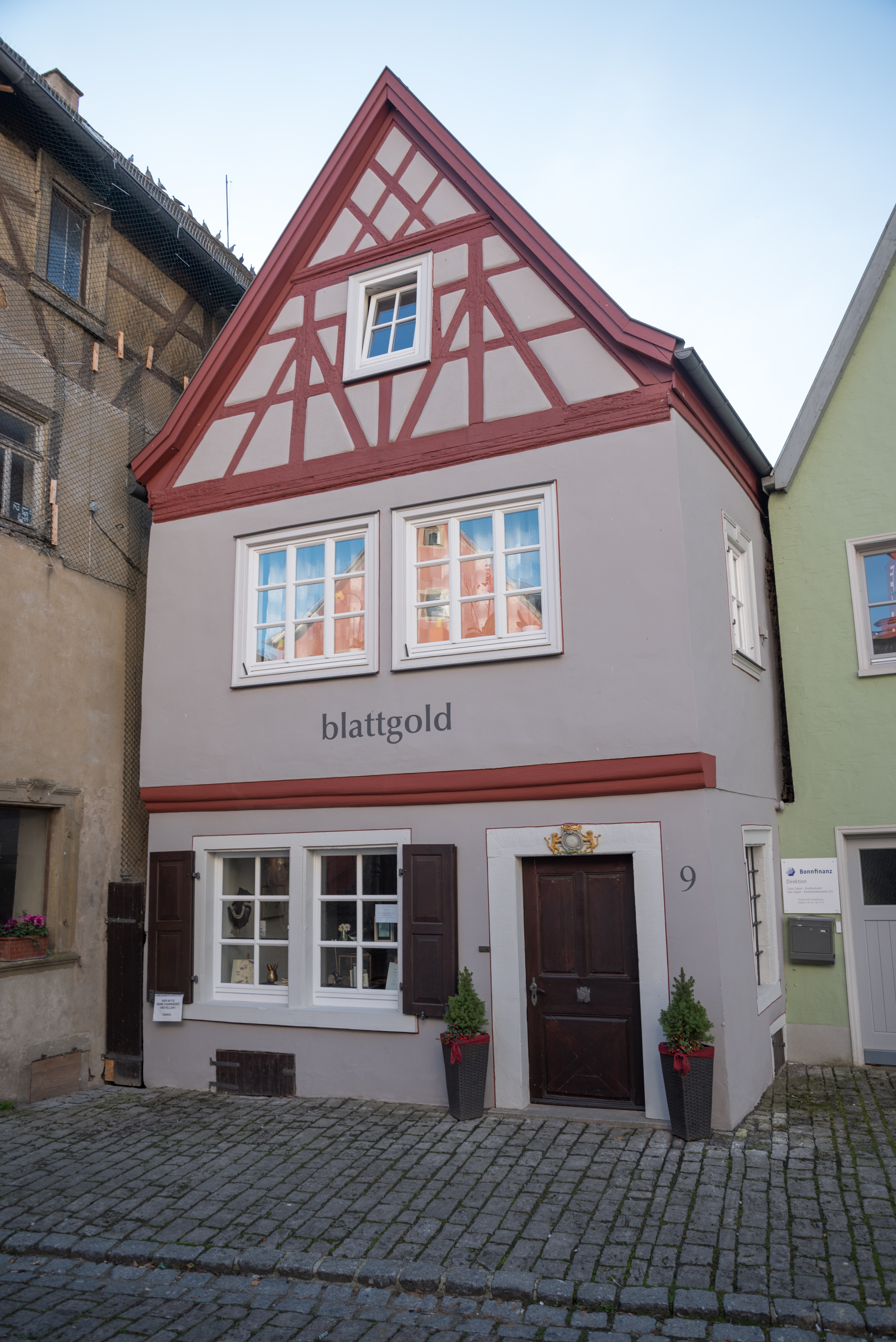
Das Haus Markt 9 in Dettelbach

Das Haus Markt 9 (früher Hausnummer 178) ist ein denkmalgeschütztes Gebäude in der östlichen Altstadt des unterfränkischen Dettelbach. 

## Geschichte
Das Haus am Markt 9 entstand wohl erst im 17. Jahrhundert und ist damit wesentlich jünger als die umgebenden Bauwerke, die zu den ältesten Gebäuden innerhalb der Dettelbacher Altstadt gehören. Anders als das sogenannte Götz-Haus am Markt 7 besitzt es keine repräsentativen Elemente. Auch in der Höhe unterscheidet sich das kleine Haus Markt 9 von den umstehenden Baulichkeiten. Nichtsdestotrotz lebten hier jahrhundertelang Kaufleute, die zur städtischen Oberschicht gehörten. Dies ist vor allem durch die zentrale Lage des Hauses erklärbar.
Die Bewohner des Hauses können ab dem beginnenden 20. Jahrhundert lückenlos nachvollzogen werden. So lebte 1911 die Witwe aus dem Gasthaus zum Hirschen vor Ort. Noch im selben Jahr ging das Anwesen allerdings an Anna Bauer, geborene Rückel über, die aus Iphofen stammte und bis zu ihrem Tod 1944 hier einen Kolonialwarenladen betrieb. Anschließend wurde der Betrieb von ihrer Tochter Theresia Bauer übernommen. Nach ihrem Tod 1978 bestand in den Räumlichkeiten noch bis in die 2000er Jahre das Elektrogeschäft Zappe. Noch heute wird das Anwesen als Geschäftshaus genutzt.

## Beschreibung
Das Haus wird vom Bayerischen Landesamt für Denkmalpflege als Baudenkmal eingeordnet. Untertägige Reste von Vorgängerbauten sind als Bodendenkmal vermerkt. Daneben ist das Anwesen Teil des Ensembles Altstadt Dettelbach. Es präsentiert sich als zweigeschossiger Giebelbau, der in der Art der älteren Nachbarhäuser geschaffen wurde. Das Anwesen wurde in Fachwerkbauweise errichtet. Allerdings ist dieses heute lediglich im Obergeschoss sichtbar. Es schließt mit einem langgestreckten Satteldach ab. Obwohl das Haus im 20. Jahrhundert mehrfach umgebaut wurde, hat sich oberhalb des Türsturzes ein kleiner Inschriftenstein erhalten.